# Stigmatochromis modestus
Stigmatochromis modestus är en fiskart som först beskrevs av Günther, 1894.  Stigmatochromis modestus ingår i släktet Stigmatochromis och familjen Cichlidae. IUCN kategoriserar arten globalt som livskraftig. Inga underarter finns listade i Catalogue of Life.